# Preriokur bażanci
Preriokur bażanci (Tympanuchus phasianellus) – gatunek średniej wielkości ptaka z rodziny kurowatych (Phasianidae). Występuje od Alaski do Zatoki Hudsona i na południe do środkowych Stanów Zjednoczonych. Nie jest zagrożony wyginięciem.

## Systematyka
Wyróżniono siedem podgatunków T. phasianellus:
- T. phasianellus caurus – Alaska, północno-zachodnia Kanada.
- T. phasianellus kennicotti – centralne Terytoria Północno-Zachodnie (Kanada).
- T. phasianellus phasianellus – środkowa Kanada.
- T. phasianellus columbianus – Kolumbia Brytyjska do zachodniego Kolorado.
- †T. phasianellus hueyi – Nowy Meksyk.
- T. phasianellus jamesi – północno-środkowa Alberta do północno-środkowych USA.
- T. phasianellus campestris – centralna Kanada do Wisconsin

## Morfologia
CharakterystykaWyraźny dymorfizm płciowy. Kogut (samiec) ma całe ciało pokryte brązowymi piórami z rysunkiem w jasnokremowe plamki; brzuch jaśniejszy. Ogon zakończony kilkoma czarnymi, poprzecznymi, nieregularnymi pasami. Nogi opierzone, stopy szarobrązowe. Gardło jasnokremowe, brew czerwona. Dziób krótki, mocny, ciemnobrązowy. Samica ma czarno-brązowo-kremowe pióra. Pod okiem brązowa plama. Dziób ciemnobrązowy. Spód, poza piersią, jasny.
Wymiary
- Długość ciała: około 43 cm[7]
- Masa ciała: 900–1050 gramów

## Ekologia
BiotopBardzo różnorodny, od suchych prerii do terenów bagnistych.
PożywienieRośliny, owoce i nasiona oraz ziarna zbóż. Latem także owady takie jak: koniki polne, świerszcze, chrząszcze, muszki, mrówki i ćmy.
LęgiCiekawe toki. Składa 9–12 jaj, które wysiaduje 21–23 dni.

## Status
Międzynarodowa Unia Ochrony Przyrody (IUCN) uznaje preriokura bażanciego za gatunek najmniejszej troski (LC – least concern) nieprzerwanie od 1988 roku. Trend liczebności populacji jest spadkowy.
Podgatunek T. phasianellus hueyi z Nowego Meksyku wymarł, ostatnie stwierdzenie miało miejsce w 1952 roku.